# Sforăit
Sforăitul este un fenomen acustic care se petrece în timpul somnului ca consecință a vibrațiilor structurilor nazo-orale, consecința rezistenței în fața fluxului de aer către căile respiratorii superioare. 
Sforăitul poate fi un simptom al unor boli grave precum:
- hipertensiune arterială
- accident vascular cerebral
- infarctul acut de miocard
- sindrom de apnee obstructiv al somnului

Este un fenomen des întâlnit, 40% dintre bărbați și 20% dintre femei prezentându-l și probabilitatea de a-l prezenta crește cu înaintarea în vârstă. 
Sforăitul recurent, spre deosebire de cel ocazional produs de consumul de alcool sau de oboseala exagerată, trebuie tratat pentru că evoluează. Tratamentul este chirurgical.
Sforăitul poate ajunge să provoace un grad mare de disconfort persoanelor din jurul celui ce îl prezintă ceea ce poate duce la o stare de nervozitate a persoanelor din jur provocate de oboseală și se poate ajunge până la refuzul de a împărți patul conjugal sau chiar despărțire. 
Sforăitul este asociat cu: obezitatea, stresul, tabagismul și obstrucțiile nazale.
Pentru ca sforăitul să se producă trebuie ca cel puțin unul dintre acești factori să existe:
- Subiectul trebuie să doarmă
- În cazul dormirii alături de animale cu blană sau puf
- Mâncatul excesiv înainte de a adormi
- Obișnuite proaste în privința respirației, când subiectul expiră și inspiră mai mult pe gură
- Situații de stres
- Obstrucții și deviații nazale sau sinuzită
- Proasta poziție de somn sau reaua calitate a saltelei și pernei
- Obezitate, în special când acumulările de grăsime se produc în zona abdominală, grăsimea împiedicând funcționarea normală a diafragmei care are rolul principal în respirație
- Tabagism sau emfizem pulmonar
- Alcoolism

## Consecințe asupra sănătății
Sforăitul e un semn al alterării procesului de respirație care poate avea consecințe de ordin fizic, psihic și comportamental de la un nivel scăzut până la tulburări grave.
Tulburări fizice
- Corpul nu se odihnește îndeajuns
- Deteriorarea calității vieții și stării generale de sănătate
- Hipertensiune arterială
- Tulburări cardiace
- Iritabilitate

Tulburări mintale
- oboseală
- somnolență
- stres
- dureri de cap
- alterarea memoriei

## Auto-ajutor
Subiecții care sforăie se pot ajuta și singuri astfel:
- să reducă stresul și anxietatea
- să îmbunătățească condițiile în care doarme, pat, saltea, așternuturi, aer, zgomote, căldură
- să practice exerciții de relaxare
- să scadă în greutate în situația când subiectul prezintă obezitate
- să nu consume alimente grele înainte de culcare
- să consume mai puțin sau deloc alcool
- să fumeze mai puțin sau să renunțe la fumat
- evitarea substanțelor iritante

Se poate încerca ameliorarea sforăitului prin înălțarea părții în care se află partea superioară a persoanei în cazul paturilor spitalicești sau punerea a mai multor perne sub spate , gât și cap.
Efectuarea de exerciții specifice pentru musculatura faringelui care ajută la retragerea învelișului cerului gurii, îngustarea diametrului oro-faringelui și deplasarea limbii către înainte. Aceste exerciții se folosesc în foniatrie și programe de refacere a vocii.